# ديريك ريتشاردسون (لاعب كرة قدم أمريكية)
ديريك ريتشاردسون (بالإنجليزية: Derrick Richardson)‏ هو لاعب كرة قدم أمريكية أمريكي، ولد في 3 أبريل 1986 في دنفر في الولايات المتحدة.

## وصلات خارجية
- ديريك ريتشاردسون على موقع JustSportsStats.com (الإنجليزية)